# Уганда на Сурдлимпийских играх
Уганда участвует в летних Сурдлимпийских играх с Игр 1997 года (не участвовали в Играх 2001—2022 годов), в зимних Сурдлимпийских играх до настоящего времени не участвовали. По состоянию на настоящее время, медалей на Играх ещё не выигрывали.